# Кім Бьон Джи
Кім Бьон Джи (кор. 김병지, нар. 8 квітня 1970, Мір'янг, Південна Корея) — південнокорейський футболіст, що грав на позиції воротаря.
Виступав за південнокорейські клуби «Ульсан Хьонде», «Пхохан Стілерс», «Сеул», «Кьоннам» та «Чоннам Дрегонс», а також національну збірну Південної Кореї (провів 61 матч).

## Клубна кар'єра
У дорослому футболі дебютував 1992 року виступами за команду клубу «Ульсан Хьонде», в якій провів вісім сезонів, взявши участь у 98 матчах чемпіонату.
Своєю грою за цю команду привернув увагу представників тренерського штабу клубу «Пхохан Стілерс», до складу якого приєднався 2001 року. Відіграв за пхоханську команду наступні чотири сезони своєї ігрової кар'єри. Більшість часу, проведеного у складі клубу «Пхохан Стілерс», був основним голкіпером команди.
2006 року уклав контракт з клубом «Сеул», у складі якого провів наступні два роки своєї кар'єри гравця. Граючи у складі клубу «Сеул» також здебільшого виходив на поле в основному складі команди.
З 2008 року чотири сезони захищав кольори команди клубу «Кьоннам». Тренерським штабом нового клубу також розглядався як гравець «основи».
2013 року перейшов до клубу «Чоннам Дрегонс», за який відіграв три сезони. Тренерським штабом нового клубу також розглядався як гравець «основи». Завершив професійну кар'єру футболіста виступами за команду Клуб у 2016 році.

## Виступи за збірну
1995 року дебютував в офіційних матчах у складі національної збірної Південної Кореї. Протягом кар'єри у національній команді, яка тривала чотирнадцять років, провів у формі головної команди країни шістдесят один матч, пропустивши сімдесят два голи.
У складі збірної був учасником кубка Азії з футболу 1996 року в ОАЕ, чемпіонату світу 1998 року у Франції, де провів три матчі (проти Мексики, Нідерландів та Бельгії), розіграшу Золотого кубка КОНКАКАФ 2000 року у США, розіграшу Золотого кубка КОНКАКАФ 2002 року у США, чемпіонату світу 2002 року в Японії та Південній Кореї. На домашньому чемпіонаті світу, де Південна Корея посіла четверте місце (поступившись Туреччині в матчі за третє місце) Кім Бьон Джи не провів жодного матчу за збірну, поступившись місцем в основному складі Лі Ун Дже.

## Статистика виступів

### Статистика виступів за збірну
| Дата       | Місто                  | Господарі      | Результат             | Гості             | Турнір                         | Голи | Примітки |
| ---------- | ---------------------- | -------------- | --------------------- | ----------------- | ------------------------------ | ---- | -------- |
| 5-6-1995   | Сувон                  | Південна Корея | 1 – 0                 | Коста-Рика        | 1995 President's Cup           | -    |          |
| 10-6-1995  | Сеул                   | Південна Корея | 2 – 3                 | Замбія            | 1995 President's Cup           | -3   |          |
| 12-8-1995  | Сувон                  | Південна Корея | 2 – 3                 | Бразилія          | товариський матч               | -3   | 80'      |
| 31-10-1995 | Сеул                   | Південна Корея | 1 – 1                 | Саудівська Аравія | товариський матч               | -1   |          |
| 13-3-1996  | Загреб                 | Хорватія       | 3 – 0                 | Південна Корея    | товариський матч               | -2   | 46'      |
| 19-3-1996  | Дубай (місто)          | ОАЕ            | 3 – 2                 | Південна Корея    | 1996 Emirates Cup              | -3   |          |
| 23-3-1996  | Дубай (місто)          | Марокко        | 2 – 2                 | Південна Корея    | 1996 Emirates Cup              | -2   |          |
| 5-8-1996   | Хошимін                | Південна Корея | 9 – 0                 | Гуам              | Відбір до Кубка Азії 1996      | -    |          |
| 8-8-1996   | Хошимін                | Південна Корея | 4 – 0                 | Китайський Тайбей | Відбір до Кубка Азії 1996      | -    |          |
| 11-8-1996  | Хошимін                | В'єтнам        | 0 – 4                 | Південна Корея    | Відбір до Кубка Азії 1996      | -    |          |
| 25-9-1996  | Сеул                   | Південна Корея | 3 – 1                 | КНР               | Щорічний матч Корея-Китай      | -1   |          |
| 23-11-1996 | Сувон                  | Південна Корея | 4 – 1                 | Колумбія          | товариський матч               | -1   |          |
| 26-11-1996 | Гуанчжоу               | КНР            | 2 – 3                 | Південна Корея    | Щорічний матч Корея-Китай      | -2   |          |
| 4-12-1996  | Абу-Дабі               | ОАЕ            | 1 – 1                 | Південна Корея    | Кубок Азії 1996 - 1-й етап     | -1   |          |
| 7-12-1996  | Абу-Дабі               | Південна Корея | 4 – 2                 | Індонезія         | Кубок Азії 1996 - 1-й етап     | -2   |          |
| 10-12-1996 | Абу-Дабі               | Кувейт         | 2 – 0                 | Південна Корея    | Кубок Азії 1996 - 1-й етап     | -2   |          |
| 16-12-1996 | Дубай (місто)          | Південна Корея | 2 – 6                 | Іран              | Кубок Азії 1996 - чвертьфінал  | -6   |          |
| 18-1-1997  | Мельбурн               | Південна Корея | 1 – 0                 | Норвегія          | Opus Tournament                | -    |          |
| 22-1-1997  | Брисбен                | Австралія      | 2 – 1                 | Південна Корея    | Opus Tournament                | -    |          |
| 25-1-1997  | Сідней                 | Південна Корея | 3 – 1                 | Нова Зеландія     | Opus Tournament                | -    |          |
| 22-2-1997  | Гонконг                | Гонконг        | 0 – 2                 | Південна Корея    | Відбір до ЧС 1998              | -    |          |
| 2-3-1997   | Бангкок                | Таїланд        | 1 – 3                 | Південна Корея    | Відбір до ЧС 1998              | -1   |          |
| 28-9-1997  | Токіо                  | Японія         | 1 – 2                 | Південна Корея    | Відбір до ЧС 1998              | -1   |          |
| 4-10-1997  | Сеул                   | Південна Корея | 3 – 0                 | ОАЕ               | Відбір до ЧС 1998              | -    |          |
| 11-10-1997 | Алмати                 | Казахстан      | 1 – 1                 | Південна Корея    | Відбір до ЧС 1998              | -1   |          |
| 18-10-1997 | Ташкент                | Узбекистан     | 1 – 5                 | Південна Корея    | Відбір до ЧС 1998              | -1   |          |
| 1-11-1997  | Сеул                   | Південна Корея | 0 – 2                 | Японія            | Відбір до ЧС 1998              | -2   |          |
| 1-4-1998   | Сеул                   | Південна Корея | 2 – 1                 | Японія            | товариський матч               | -1   |          |
| 15-4-1998  | Братислава             | Словаччина     | 0 – 0                 | Південна Корея    | товариський матч               | -    |          |
| 22-4-1998  | Белград                | Югославія      | 3 – 1                 | Південна Корея    | товариський матч               | -3   |          |
| 19-5-1998  | Сеул                   | Південна Корея | 0 – 0                 | Ямайка            | товариський матч               | -    |          |
| 27-5-1998  | Сеул                   | Південна Корея | 2 – 2                 | Чехія             | товариський матч               | -2   |          |
| 4-6-1998   | Сеул                   | Південна Корея | 1 – 1                 | КНР               | Щорічний матч Корея-Китай      | -1   |          |
| 13-6-1998  | Ліон                   | Південна Корея | 1 – 3                 | Мексика           | ЧС 1998 - 1-й етап             | -3   |          |
| 20-6-1998  | Марсель                | Нідерланди     | 5 – 0                 | Південна Корея    | ЧС 1998 - 1-й етап             | -5   |          |
| 25-6-1998  | Париж                  | Бельгія        | 1 – 1                 | Південна Корея    | ЧС 1998 - 1-й етап             | -1   | 83'      |
| 22-11-1998 | Шанхай                 | КНР            | 0 – 0                 | Південна Корея    | Щорічний матч Корея-Китай      | -    |          |
| 2-12-1998  | Нахон Саван            | Південна Корея | 2 – 3                 | Туркменістан      | Азійські ігри 1998             | -3   |          |
| 4-12-1998  | Нахон Саван            | В'єтнам        | 0 – 4                 | Південна Корея    | Азійські ігри 1998             | -    |          |
| 7-12-1998  | Бангкок                | Південна Корея | 2 – 0                 | Японія            | Азійські ігри 1998             | -    | 33'      |
| 9-12-1998  | Бангкок                | ОАЕ            | 1 – 2                 | Південна Корея    | Азійські ігри 1998             | -1   |          |
| 11-12-1998 | Бангкок                | Південна Корея | 1 – 0                 | Кувейт            | Азійські ігри 1998             | -    |          |
| 14-12-1998 | Бангкок                | Таїланд        | 2 – 1                 | Південна Корея    | Азійські ігри 1998             | -2   |          |
| 28-3-1999  | Сеул                   | Південна Корея | 1 – 0                 | Бразилія          | товариський матч               | -    |          |
| 5-6-1999   | Сеул                   | Південна Корея | 1 – 2                 | Бельгія           | товариський матч               | -2   | 51'      |
| 19-6-1999  | Сеул                   | Південна Корея | 1 – 1                 | Хорватія          | 1999 Korea Cup                 | -1   |          |
| 21-1-2000  | Окленд (Нова Зеландія) | Нова Зеландія  | 0 – 1                 | Південна Корея    | товариський матч               | -    |          |
| 15-2-2000  | Лос-Анджелес           | Канада         | 0 – 0                 | Південна Корея    | Кубок КОНКАКАФ 2000 - 1-й етап | -    |          |
| 17-2-2000  | Лос-Анджелес           | Південна Корея | 2 – 2                 | Коста-Рика        | Кубок КОНКАКАФ 2000 - 1-й етап | -2   |          |
| 20-12-2000 | Токіо                  | Японія         | 1 – 1                 | Південна Корея    | товариський матч               | -1   |          |
| 27-1-2001  | Гонконг                | Парагвай       | 1 – 1 д.ч. (5-6 п.п.) | Південна Корея    | Кубок Carlsberg                | -    | 46'      |
| 9-12-2001  | Сеогвіпо               | Південна Корея | 1 – 0                 | США               | товариський матч               | -    |          |
| 23-1-2002  | Пасадена (Каліфорнія)  | Південна Корея | 0 – 0                 | Куба              | Кубок КОНКАКАФ 2002 - 1-й етап | -    |          |
| 30-1-2002  | Пасадена (Каліфорнія)  | Коста-Рика     | 3 – 1                 | Південна Корея    | Кубок КОНКАКАФ 2002 - півфінал | -3   |          |
| 13-3-2002  | Туніс (місто)          | Туніс          | 0 – 0                 | Південна Корея    | товариський матч               | -    |          |
| 26-3-2002  | Бохум                  | Південна Корея | 0 – 0                 | Туреччина         | товариський матч               | -    |          |
| 20-4-2002  | Тегу                   | Південна Корея | 2 – 0                 | Коста-Рика        | товариський матч               | -    |          |
| 16-5-2002  | Пусан                  | Південна Корея | 4 – 1                 | Шотландія         | товариський матч               | -1   |          |
| 26-5-2002  | Сувон                  | Південна Корея | 2 – 3                 | Франція           | товариський матч               | -3   |          |
| 20-11-2002 | Сеул                   | Південна Корея | 2 – 3                 | Бразилія          | товариський матч               | -3   | 85'      |
| 30-1-2008  | Сеул                   | Південна Корея | 0 – 1                 | Чилі              | товариський матч               | -    | 46'      |
| Усього     |                        | Матчів         | 61                    |                   | Голів                          | -72  |          |